# Joy (2024)
Joy ist ein Historienfilm von Ben Taylor. In der Filmbiografie geht es um die Wissenschaftler Robert Edwards, Patrick Steptoe und Jean Purdy, die mit der Kultivierung und Befruchtung von Eizellen experimentierten, was im Jahr 1978 die Geburt von Louise Joy Brown zufolge hatte, dem ersten „Retortenbaby“ der Welt. Gespielt wird das Trio, das auf den Widerstand von Kirche, Medien und medizinischem Establishment stößt, von James Norton, Bill Nighy und Thomasin McKenzie. Der Film feierte Mitte Oktober 2024 beim London Film Festival seine Premiere und wurde im November 2024 in das Programm von Netflix aufgenommen.

## Handlung
England im Jahr 1968. Jean Purdy arbeitet als Krankenschwester. Die junge Frau mit ihren strahlenden Augen erscheint blitzsauber bei ihrer Bewerbung um eine Assistentenstelle in einem Labor der Universität in Cambridge. Dort entwickelt der oft zerstreute, aber charmante Physiologe Dr. Bob Edwards gerade gemeinsam mit dem Gynäkologen Patrick Steptoe eine Methode zur künstlichen Befruchtung, um Frauen zu helfen, die auf natürlichem Wege nicht schwanger werden können. Edwards hat sich bei seinen bisherigen Forschungen mit der Überlebenszeit von Spermien beschäftigt, wohingegen Steptoe ein Pionier der Reproduktionsmedizin ist und viel über Eierstöcke weiß. Sie richten ihr neues Labor in einem stillgelegten Flügel des Oldham General Hospital ein, vier Autostunden von Cambridge entfernt. 
Ihre Forschungen sind nicht unumstritten, da die bloße Vorstellung, ein Kind außerhalb des Mutterleibs zu zeugen, von einem Großteil der britischen Öffentlichkeit als eine Art Verbrechen gegen die Natur angesehen wird. Von der Kirche und von den Boulevardmedien wird Edwards gar als „Dr. Frankenstein“ betitelt. Bei einem Fernsehauftritt wird er gar von einem wütenden Studiopublikum niedergeschrien.
Als Purdys konservative Mutter Gladys herausfindet, woran ihre Tochter wirklich arbeitet, ist sie so schockiert, dass sie ihr den Zutritt zum Haus verbietet. Nur wenige kinderlose Frauen, die sich „The Ovum Club“ nennen, sind bereit, ihren Körper der Forschung zur Verfügung zu stellen, besonders weil Edwards ihnen wenig Hoffnung macht, dass sie auf diesem Weg schwanger werden können, sondern nur den Weg für andere Frauen mit Kinderwunsch ebnen. Der Medical Research Council lehnt es ab, weiter Gelder für ihre Forschungen bereitzustellen, mit der Begründung, dass diese nur einem kleinen Teil der Bevölkerung zugute käme.
Zehn Jahre später, im Jahr 1978, ist es ihnen trotz aller Widrigkeiten gelungen, eine Eizelle soweit kultiviert und befruchtet zu haben, dass Louise Joy Brown geboren wird. Joy ist das erste „Retortenbaby“ der Welt. Den Durchbruch verdankten sie Purdys innovativem Ansatz, mit den natürlichen Zyklen der Frauen zu arbeiten und nicht mit hormoninduzierten.

## Produktion

### Regie, Drehbuch und Filmaufbau
Regie führte Ben Taylor. Er ist vor allem für die Regie bei der Fernsehserie Sex Education bekannt. Das Drehbuch schrieb Jack Thorne. Für sein Drehbuch zum Film Die Schwimmerinnen von Sally El Hosaini war er im Rahmen der British Academy Film Awards 2023 nominiert. Die in Joy erzählte Geschichte schrieb Thorne gemeinsam mit Rachel Mason. Am Ende des Films wird erklärt, dass in den Jahrzehnten seit der Entwicklung der In-vitro-Fertilisation 12 Millionen Babys dank der künstlichen Befruchtung geboren wurden und Edwards, das letzte überlebende Mitglied des Teams, im Jahr 2010 für seine Arbeit den Nobelpreis erhielt. Eine Gedenktafel am Oldham Hospital führte nur Edwards‘ und Steptoes Namen auf, bis sie auf Druck von Edwards später dahingehend geändert wurde, dass Jean Purdy als gleichberechtigte Forschungspartnerin aufgenommen wurde.

### Besetzung, Synchronisation und Dreharbeiten
| Rolle                | Darsteller        | Synchronsprecher       |
| -------------------- | ----------------- | ---------------------- |
| Jean Purdy           | Thomasin McKenzie | Melinda Rachfahl       |
| Arun                 | Rish Shah         | Jonas Lauenstein       |
| Robert 'Bob' Edwards | James Norton      | Jacob Weigert          |
| Patrick Steptoe      | Bill Nighy        | Frank Glaubrecht       |
| Brian Baines         | Simon Paisley Day | Harald Schrott         |
| Gladys May           | Joanna Scanlan    | Susanne Szell          |
| Lesley Brown         | Ella Bruccoleri   | Patrizia Carlucci      |
| John Brown           | Douggie McMeekin  | Sebastian Borucki      |
| Trisha Johnson       | Charlie Murphy    | Katharina Schwarzmaier |

James Norton spielt Dr. Robert Edwards und Thomasin McKenzie seine Assistentin Jean Purdy. Bill Nighy spielt den Gynäkologen Patrick Steptoe. Joanna Scanlan spielt Purdys konservative Mutter Gladys. Ella Bruccoleri ist in der Rolle von Lesley Brown zu sehen, der ersten Frau, die nach einer künstlichen Befruchtung ein Kind zur Welt bringt, Louise Brown, das erste Retortenbaby der Welt. Rish Shah spielt den Assistenzarzt Arun, mit dem Purdy anbandelt. Tanya Moodie spielt die Oberschwester Muriel. In weiteren Rollen sind Douggie McMeekin, Charlie Murphy, Eoin Duffy und Cecily Cleeve zu sehen.
Die deutsche Synchronisation entstand nach der Dialogregie von Stefan Ludwig und einem Dialogdrehbuch von Martin Schmitz im Auftrag der FFS Film- & Fernseh-Synchron GmbH in Berlin.
Die Dreharbeiten fanden in Manchester statt. Kameramann Jamie Cairney arbeitete zuletzt für Filme wie Till Death – Bis dass dein Tod uns scheidet von S. K. Dale.

### Filmmusik und Veröffentlichung
Die Filmmusik komponierte Steven Price, der in der Vergangenheit für Filme wie Gravity, Last Night in Soho, Baby Driver und Suicide Squad tätig war. Im Vorspann verwendet der Film eine Cover-Version des Liedes Here Comes the Sun von Nina Simone. Weiter verwendet der Film Musikstücke wie Yes We Can Can von Lee Dorsey, Nobody But Me von The Human Beinz und Here Comes the Sun von George Harrison. Das Soundtrack-Album mit insgesamt 26 Musikstücken wurde Mitte November 2024 von Netflix Music als Download veröffentlicht.
Die Premiere des Films war am 15. Oktober 2024 beim London Film Festival. Am 15. November 2024 kam der Film in die Kinos im Vereinigten Königreich und in Irland. Am 22. November 2024 wurde er weltweit in das Programm von Netflix aufgenommen.

## Rezeption

### Altersfreigabe
In den USA wurde der Film als PG-13 eingestuft. In den deutschsprachigen Ländern wird Joy von Netflix ab 12 Jahren empfohlen.

### Kritiken

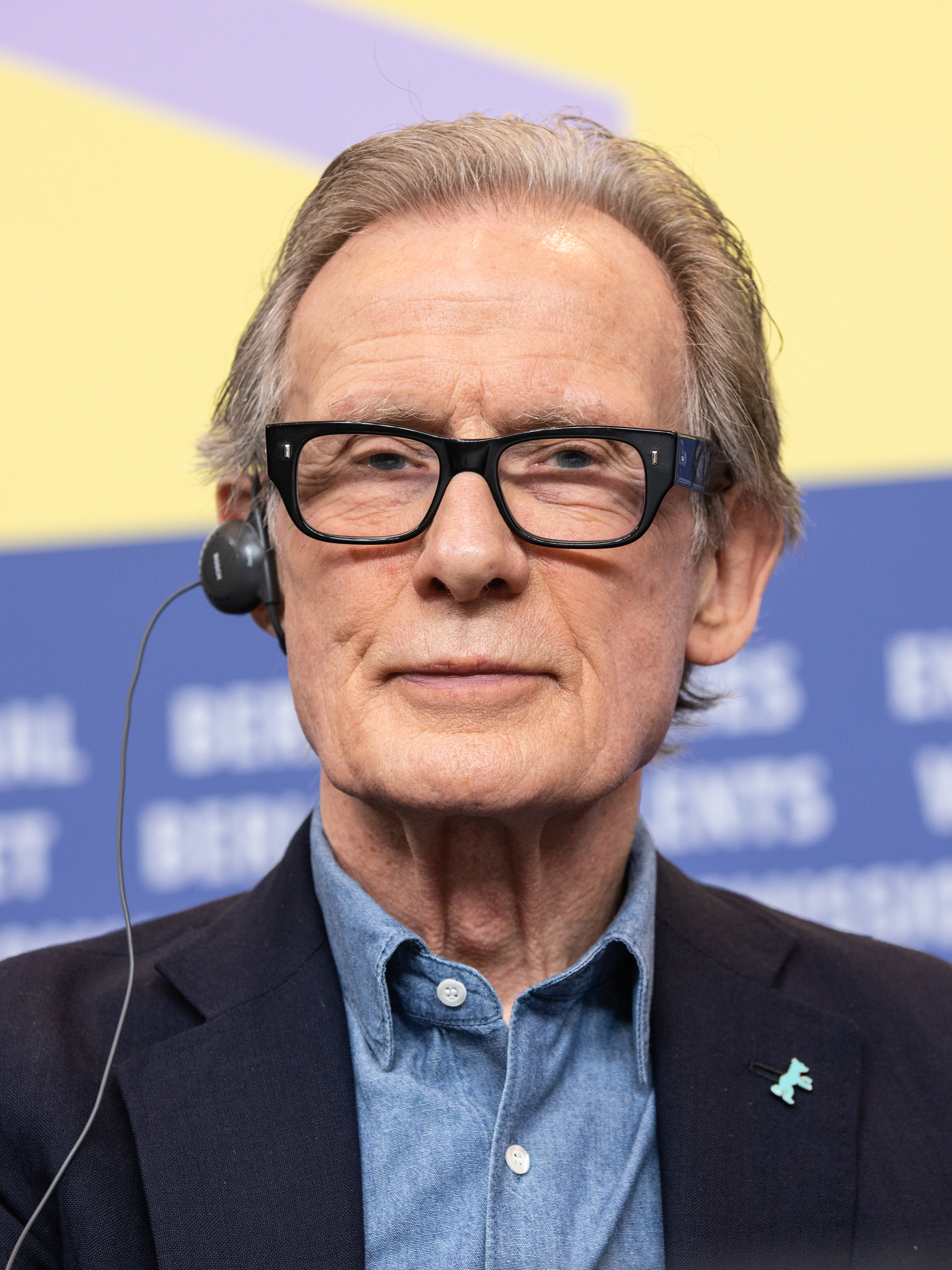
Bill Nighy spielt den Gynäkologen Patrick Steptoe

Von den bei Rotten Tomatoes aufgeführten Kritiken sind 90 Prozent positiv. Bei Metacritic erhielt der Film einen Metascore von 62 von 100 möglichen Punkten. Positiv hervorgehoben wurde dabei Bill Nighy, der in der Rolle des von ihm herrlich trocken gespielten Gynäkologen Patrick Steptoe Schwung in den Film bringe. Bemängelt wurde, der Film sei oft sehr steril und stellenweise auch langweilig. Kevin Maher schreibt in der Times, es sei schade, dass das Dramatische meist auf mikroskopischer Ebene in einer Petrischale stattfindet.
Wendy Ide schreibt in ihrer Kritik für screendaily.com, der Film könne sich durchaus sehen lassen, aber in Anbetracht des potenziell herzergreifenden Themas fehle es ihm seltsamerweise an emotionaler Tiefe. Indem Joy sich auf Purdy und nicht auf die beiden Männer im Team konzentriert, behebe er aber ein grundlegendes Ungleichgewicht und spreche so beiläufig den Sexismus an, der damals in akademischen Kreisen vorherrschte. Die größte Stärke des Films sei Bill Nighy, der als griesgrämiger Chirurg, der hinter seinem finsteren Blick das gütigste aller Herzen verbirgt, großartig sei.
Mark Kennedy schreibt in seiner Kritik, Regisseur Ben Taylor halte die Geschichte klein und intim, und die Reihe von Vignetten füge sich fast wie ein Theaterstück zusammen. „Joy“ bedeute in diesem Film nicht nur Freude, sondern es gebe auch Frustration, Verluste und Tränen. Trotz allem sei Joy ein triumphaler Film darüber, wie Menschen die Welt verbessern können und wie das Schreien eines Babys ein unbezahlbares Geschenk sein kann.